# Église Saint-Georges de Larzicourt
L'église de Larzicourt  est une église romane construite au XIIe siècle, dédiée à saint Georges et située dans la Marne.

## Historique
L'église Saint-Georges remonte au XIe siècle. De style roman, elle est à trois vaisseaux et son chœur est polygonal. Son transept aurait été doublé aux frais de Gabrielle d'Estrées, le village faisant partie du duché de Montmorency-Montfort.
Certaines caractéristiques de Saint-Georges de Larzicourt s’expliquent par la proximité de la Lorraine et ses diverses appartenances : dès 991, elle relève de l’abbaye du Der (diocèse de Troyes), puis elle devient paroisse du diocèse de Châlons et en même temps son prieuré dépend de Saint-Léon-de-Toul. Elle a été bâtie en deux styles distincts : à l'origine en architecture romane puis en gothique flamboyante.
- 991 : l'évêque de Troyes donne l'église à l'abbaye du Der (à Montier) alors que le fief de Larzicourt relève de la Champagne.
- 1114 : le 6 juin l'église est consacrée par Guillaume de Champeaux évêque de Châlons ; elle a été construite par Hugues de Champagne, fondateur du prieuré ; il en subsiste le sanctuaire et la nef.
- 1358 : premier incendie qui endommage l'église au cours de la Jacquerie. Des chapelles latérales sont construites lors des réparations.
- 1554 : deuxième incendie lors de l’invasion de Charles Quint.
- 1562 : troisième incendie au cours des guerres de religion, peu après le massacre de Wassy. Dans le cadre de sa réfection, agrandissement de l’église.
- 1590 : Gabrielle d’Estrées fit élever un double transept sur le modèle, en plus petit, de celui de l’église de Villeret, voisine du duché de Beaufort (Aube). L’église de Villeret est également à Gabrielle d’Estrées.
- 1768 : importants travaux sur la toiture et le clocher.
- 1829 : on profita de  la réfection de la flèche, pour créer une chambre, presque cubique, destinée à recevoir 3 nouvelles cloches.
- 1877 : restauration de la flèche avec des ardoises venant de Fumay.
- 1948 : restauration importante de la toiture.
- 1955 : électrification des cloches et pose d'une horloge électrique.

Depuis 1963, de nombreuses réparations n’ont pas modifié l’architecture de l’église. Elle est classée monument historique depuis le 8 juin 1989.

### Galerie

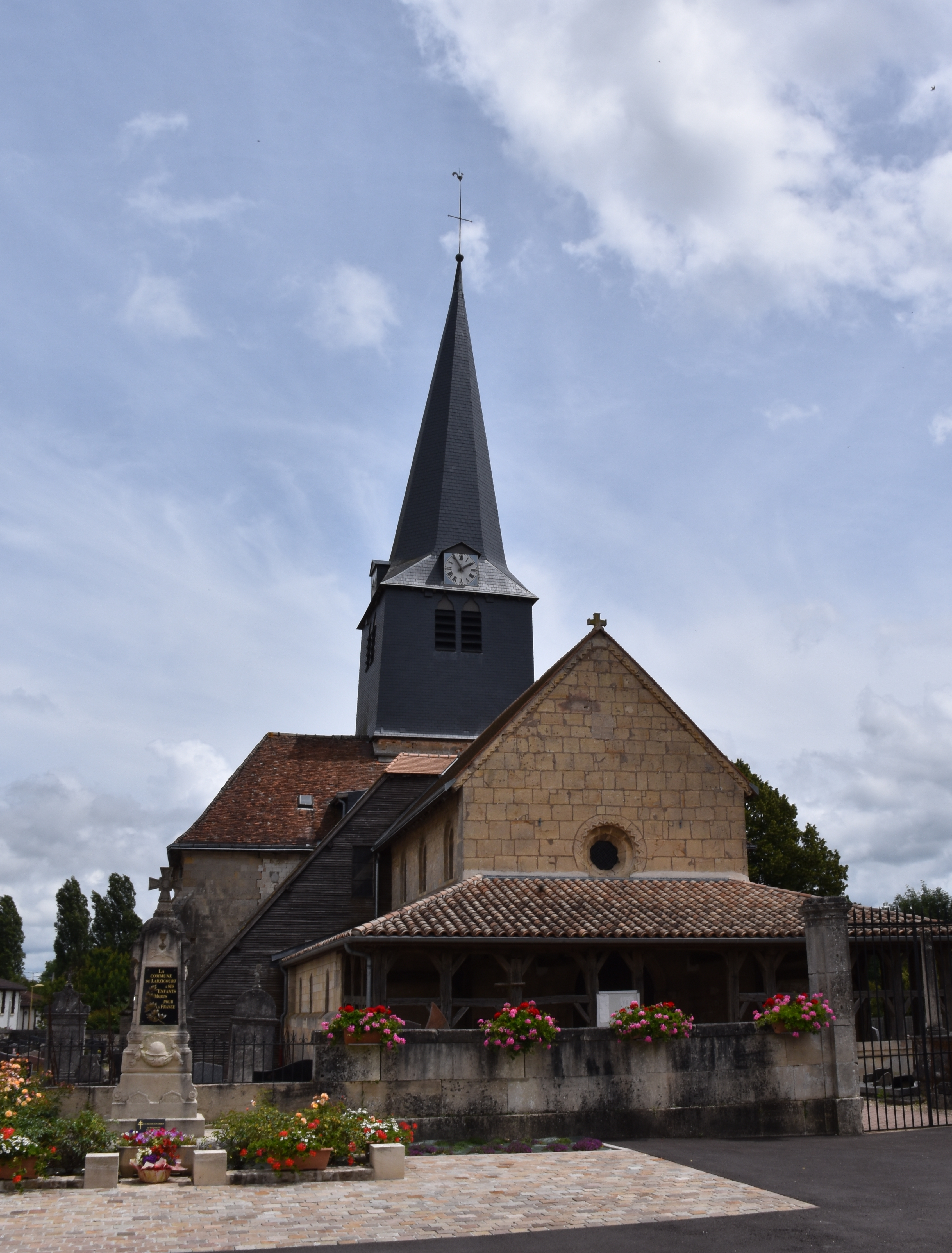
L'église Saint-Georges.
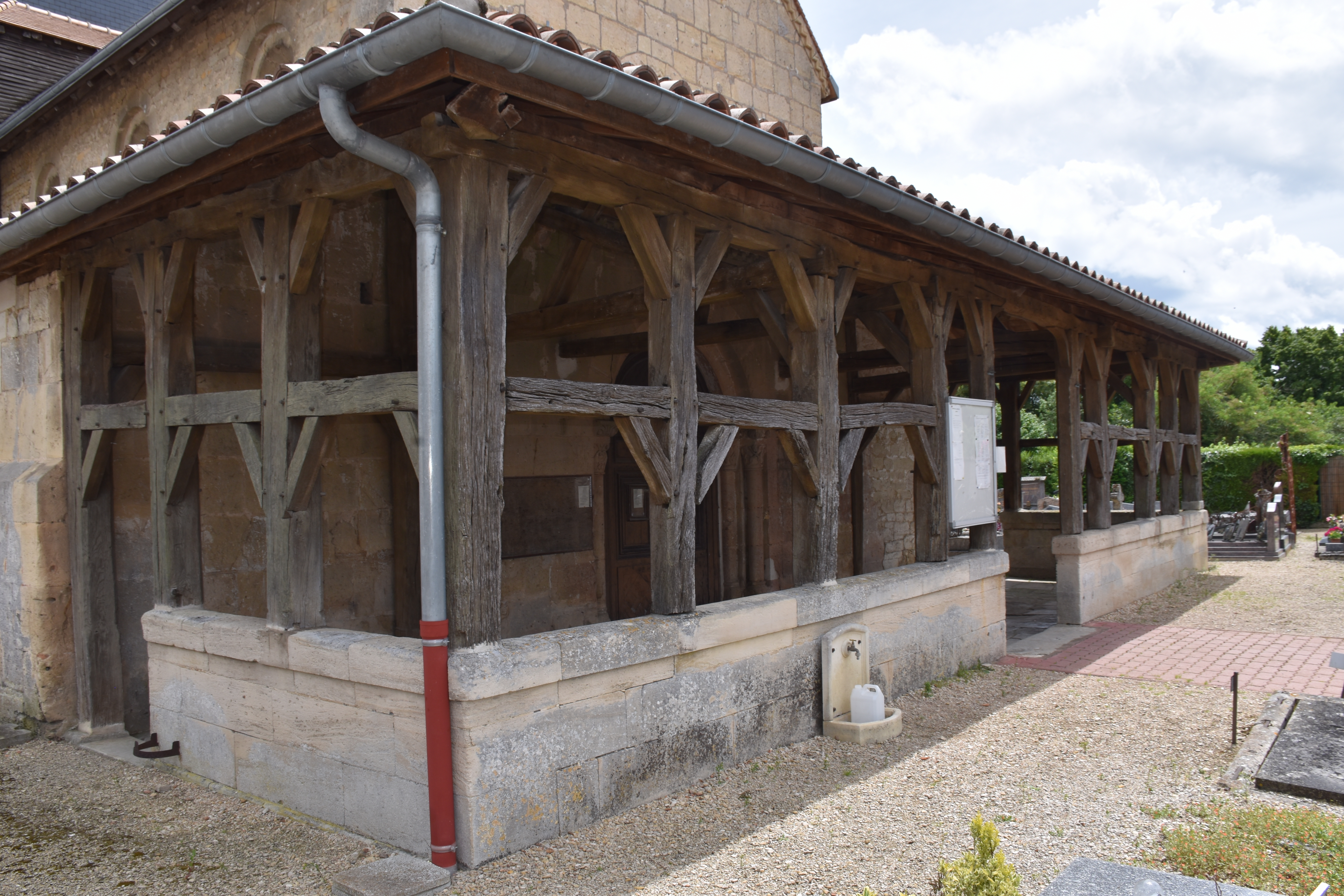
Le caquetoire de l'église.
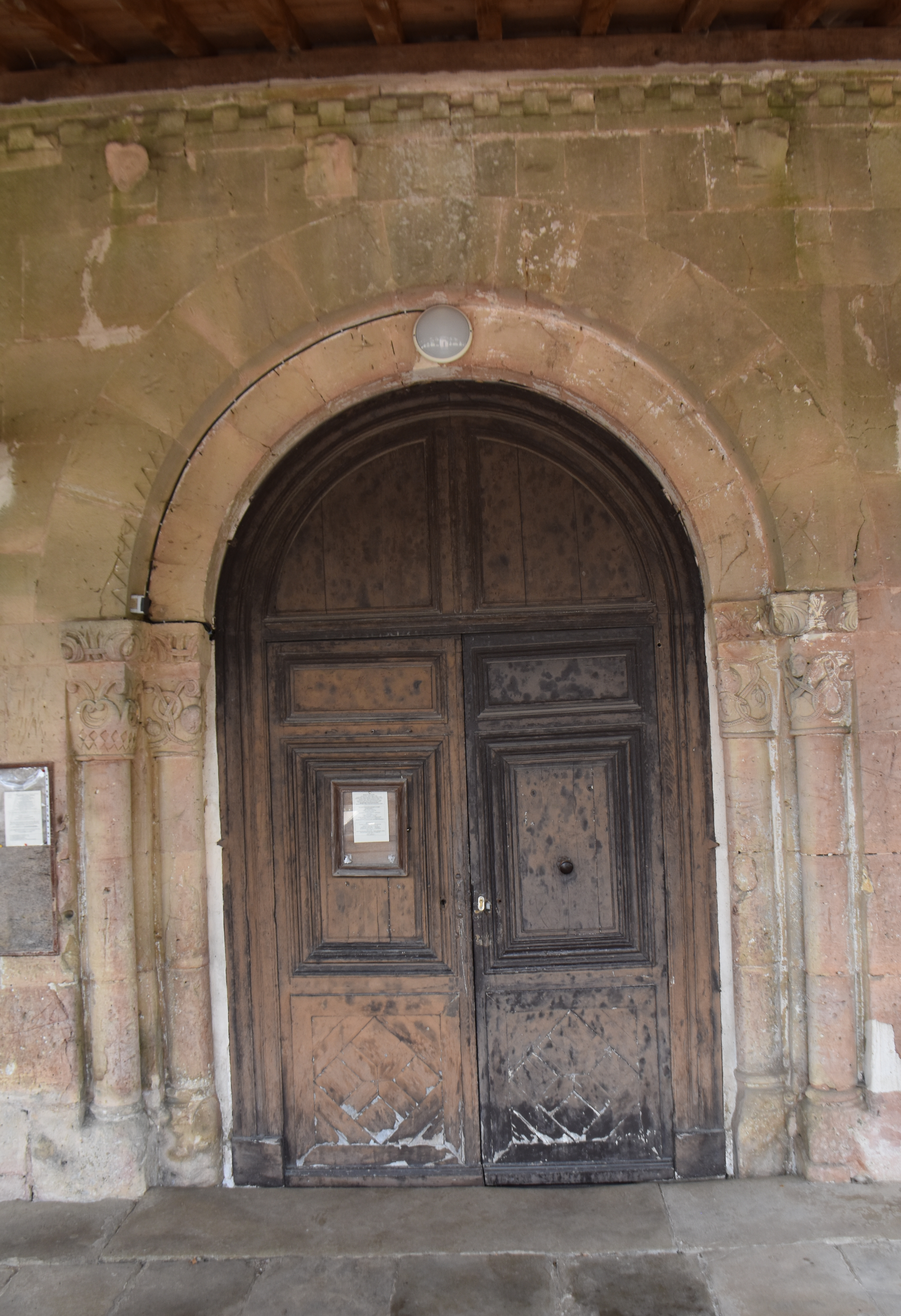
Portail de l'église.
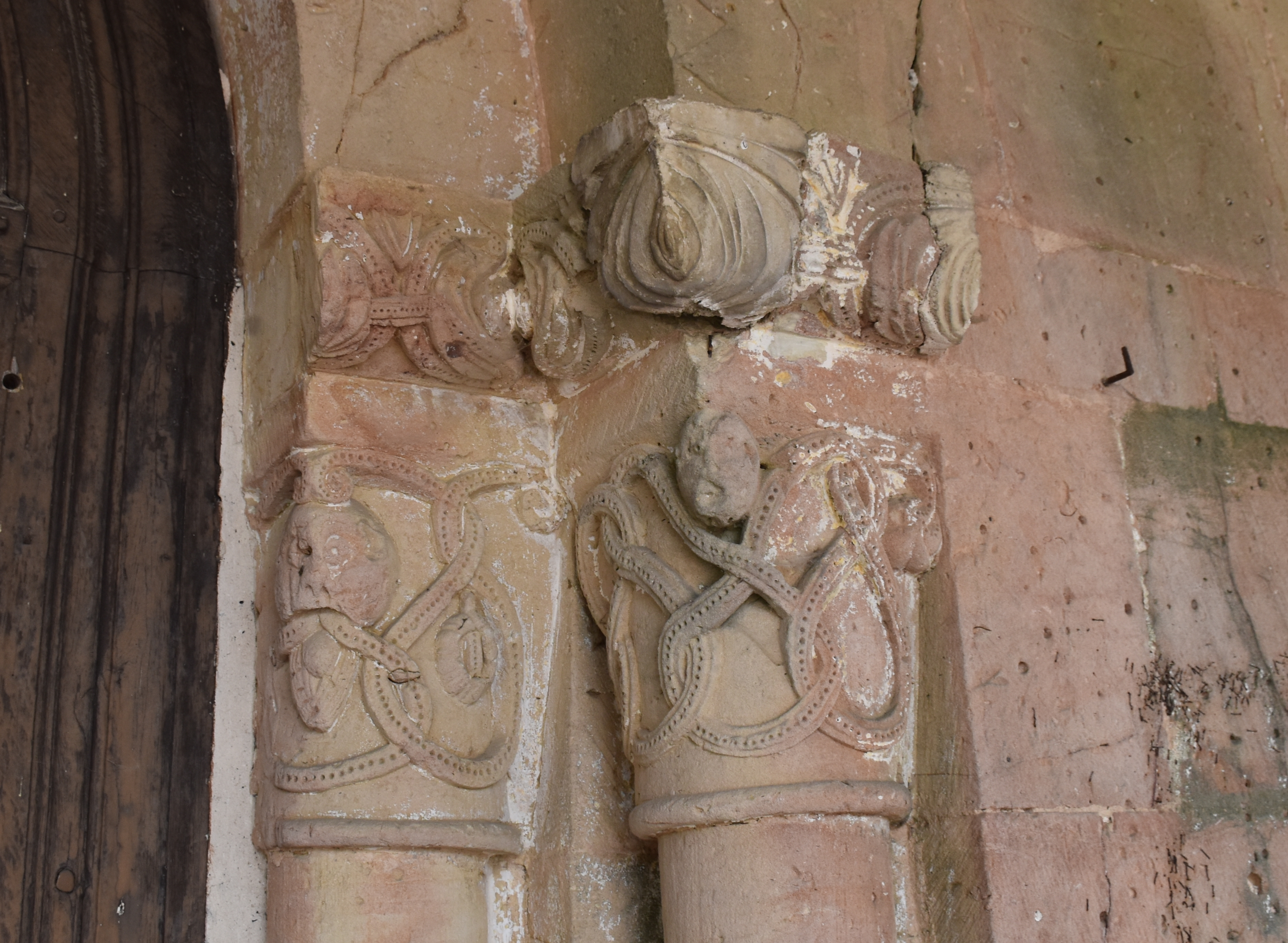
Sculptures du portail.
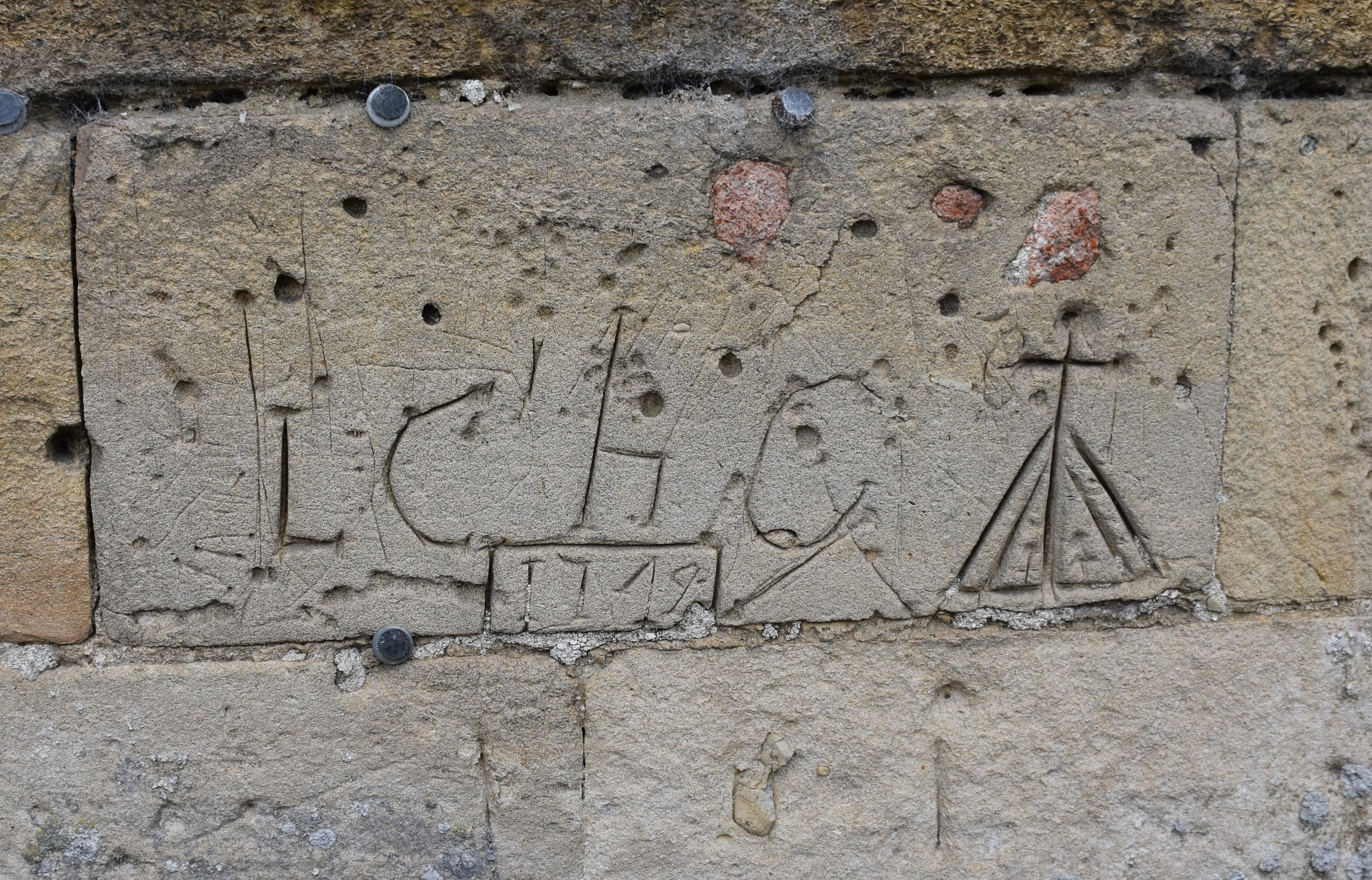
Un des nombreux graffiti sur les murs extérieurs de l'église.

## Architecture
Elle possède un porche-galerie à pan de bois.

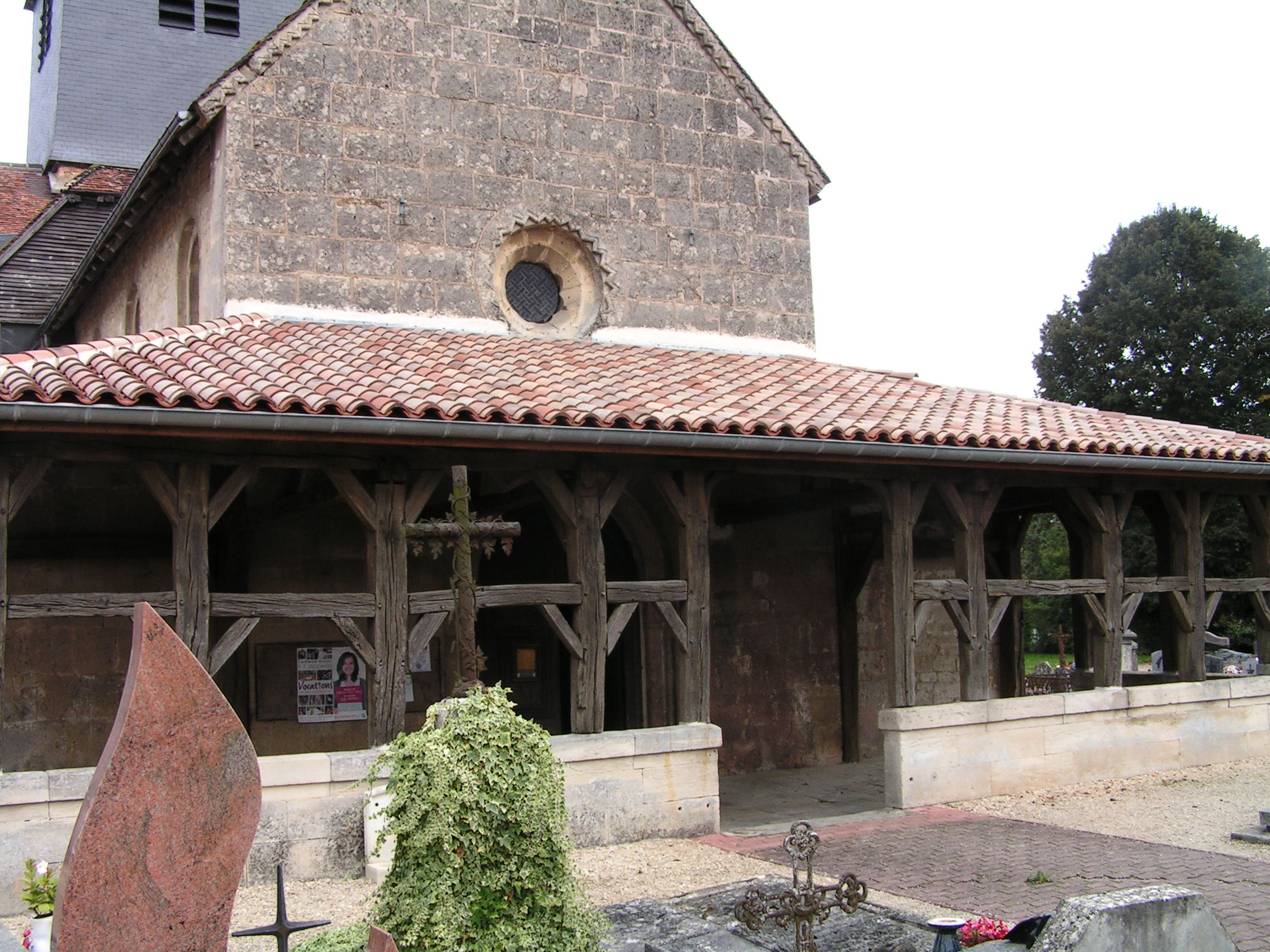
Le porche.